# Felipe Santana
Felipe Augusto Santana est un footballeur brésilien né le 17 mars 1986 à Rio Claro au Brésil.

## Biographie
Vice champion de la coupe du Brésil avec le Figueirense FC en 2007, il s'engage avec le Borussia Dortmund en 2011. Le 9 avril 2013, il est l'auteur de l'ultime but dans les dernières secondes du quart de finale de la Ligue des champions face à Malaga et envoie le Borussia Dortmund en demi-finales. Le 28 mai 2013, Schalke 04 paie la clause de résiliation de contrat équivalente à 1 millions d'euros et le fait signer pour 3 ans. Le 11 janvier 2016, le défenseur central brésilien a signé un bail de deux ans et demi en faveur du club russe Kuban Krasnodar. Il fera douze apparitions sous le maillot du Kuban Krasnodar et n'a pas évité la relégation du club russe. Le 21 décembre 2016, le club brésilien de l'Atlético Mineiro confirme sa signature pour une durée de deux saisons. En avril 2018 son contrat n'est pas renouvelé.

## Palmarès
Figueirense
- Finaliste de la Coupe du Brésil en 2007

 Borussia Dortmund
- Vainqueur du Championnat d'Allemagne (2) : 2011 et 2012
- Finaliste de la Ligue des champions en 2013

 Olympiakos
- Vainqueur du Championnat de Grèce (1) : 2015
- Vainqueur de la Coupe de Grèce en 2015

 Atlético Mineiro
- Vainqueur du Championnat du Minas Gerais (1): 2017